# Château de Goodrich
Le château de Goodrich est une ruine de château médiéval normand au nord du village de Goodrich dans le Herefordshire, en Angleterre, contrôlant un emplacement clé entre Monmouth et Ross-on-Wye. Il est présenté par William Wordsworth comme la « ruine la plus noble du Herefordshire » et est considéré par l'historien Adrian Pettifer comme « la plus splendide du comté et l'un des meilleurs exemples d'architecture militaire anglaise ».
Le château de Goodrich a probablement été construit par Godric de Mappestone après la conquête normande de l'Angleterre, initialement comme fortification en terre et en bois. Au milieu du XIIe siècle, le château d'origine est remplacé par un donjon en pierre, puis considérablement agrandi à la fin du XIIIe siècle pour devenir une structure concentrique combinant des pièces d'habitation luxueuses et de vastes défenses. Le plan de Goodrich influence de nombreuses autres constructions à travers l'Angleterre au cours des années suivantes. Il devient le siège de la puissante famille Talbot avant de perdre son statut de résidence à la fin de l'époque Tudor.
Détenu d'abord par les forces parlementaires puis royalistes pendant la guerre civile anglaise des années 1640, Goodrich est finalement assiégé avec succès par le colonel John Birch en 1646 avec l'aide de l'énorme mortier " Roaring Meg ", ce qui entraîne le démantelement du château, qui tombe en ruine. À la fin du XVIIIe siècle, cependant, Goodrich devient une ruine pittoresque remarquable et le sujet de nombreuses peintures et poèmes ; les événements survenus au château inspirent le célèbre poème de Wordsworth de 1798 « Nous sommes sept ». Au XXe siècle, le site est un lieu touristique bien connu, maintenant propriété d'English Heritage et ouvert au public.

## Architecture

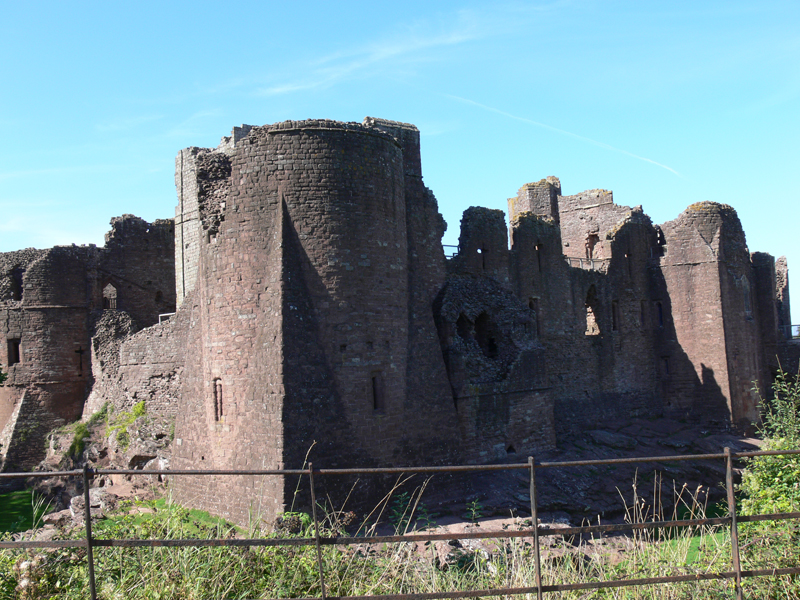
La tour sud-est présente l'éperon caractéristique à angle droit, destiné à empêcher son effondrement lors d'un siège.

Le château de Goodrich se dresse sur un haut affleurement de grès surplombant la rivière Wye. Il commande une traversée de la rivière, connue sous le nom de Walesford ou Walford, Ross-on-Wye, à environ 26 kilomètres de Hereford et à 6,4 kilomètres de Ross-on-Wye. Le château garde la ligne de l'ancienne voie romaine de Gloucester à Caerleon qui traverse l'Angleterre jusqu'au Pays de Galles.
Au cœur du château se trouve un donjon carré normand en grès gris clair, avec des fenêtres normandes et des contreforts en pilastres. Bien que le donjon ait des murs épais, sa taille est relativement petite – les chambres uniques à chaque étage ne mesurent que 5 mètres en interne – l'aurait rendu plus utile pour la défense que pour la vie quotidienne. Le donjon avait à l'origine une porte de sécurité au premier étage, celle-ci est ensuite transformée en fenêtre et l'entrée est ramenée au rez-de-chaussée. À l'origine, le donjon aurait été doté d'un monticule de terre construit contre la base pour le protéger des attaques, et le travail de la pierre reste plus grossier dans les premiers rangs de maçonnerie.
Autour du donjon se trouve une structure essentiellement carrée gardée par trois grandes tours, toutes construites dans les années 1280 en grès un peu plus foncé. Sur les côtés sud et est du château, les plus vulnérables, les fossés 27 mètres (90 pieds) de long et 9 mètres (28 pieds) sont creusés dans la roche, exploitant une fissure naturelle. Ces tours possèdent de grands « éperons », résultant de l'interface d'une solide pyramide à base carrée avec les tours circulaires s'élevant contre les murs. Cette caractéristique est spécifique aux châteaux des Marches galloises, notamment ceux de St Briavel et de Tonbridge, et visent à empêcher la destruction des tours par des attaquants.

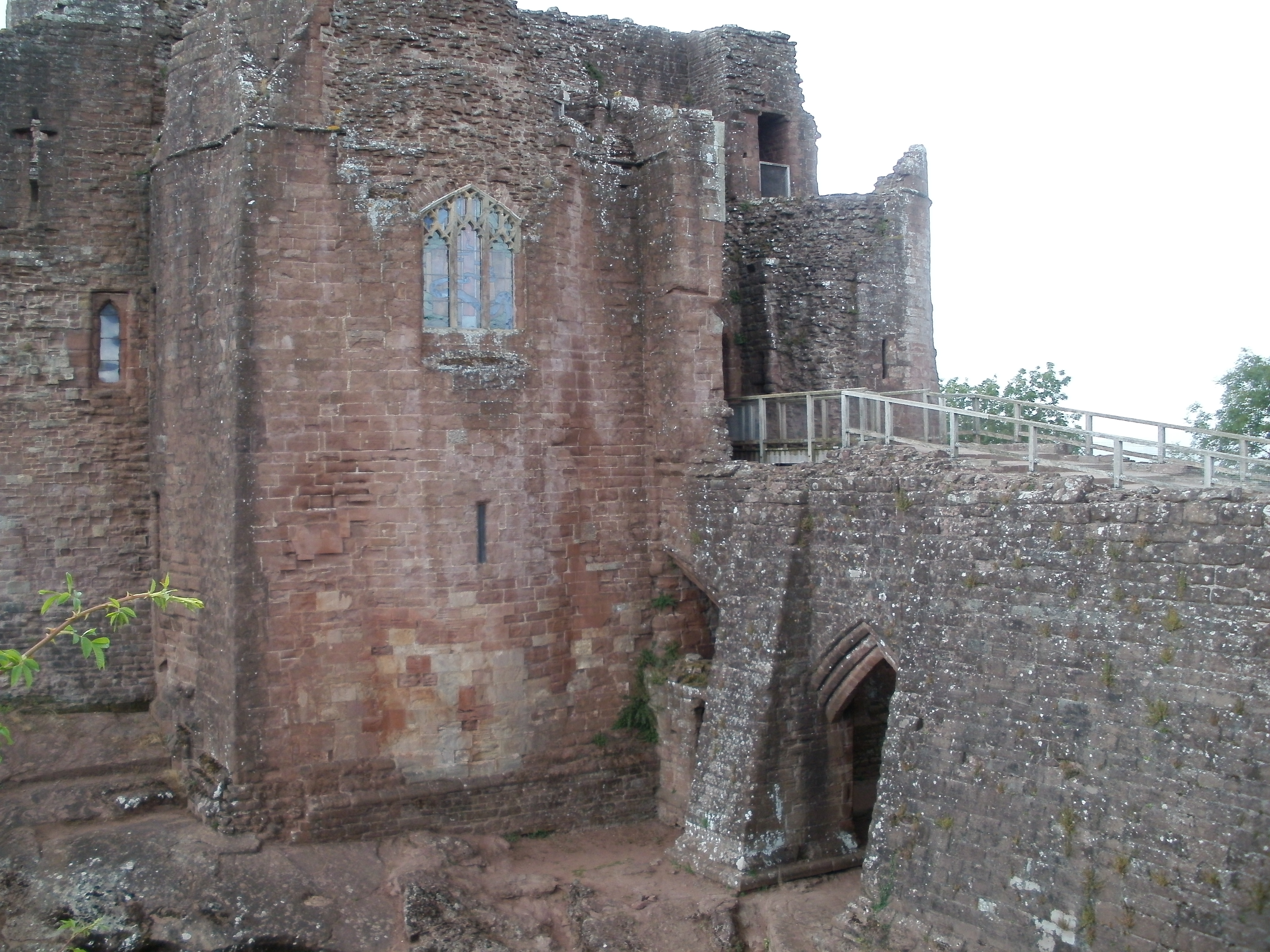
On accède à la guérite par une chaussée exposée couverte par la barbacane à droite de la photo. La fenêtre de la chapelle est visible dans la tour de gauche.

Le quatrième angle du château forme sa guérite. Ici, la conception classique de la guérite édouardienne est transformée en une structure asymétrique, avec une tour beaucoup plus grande que l'autre. La guérite comprend des herses, des meurtrières et un pont-levis. Au-delà de la guérite se trouve une grande barbacane, inspirée d'une conception similaire de l'époque de la Tour de Londres et peut-être construite par les mêmes ouvriers, conçue pour protéger la chaussée menant à la guérite. La barbacane ne mesure aujourd'hui que la moitié de sa hauteur d'origine et comprend sa propre porte, conçue pour piéger les intrus à l'intérieur des défenses intérieures. La guérite et la barbacane sont reliées par une chaussée en pierre.
La tour orientée à l'est de la guérite contient la chapelle, un agencement inhabituel dû au manque d'espace, avec une fenêtre est récemment restaurée en verre réinitialisé du XVe siècle conçue par Nicola Hopwood, qui éclaire le siège du prêtre, ou sedile. Le cadre de la fenêtre du XVe siècle lui-même a remplacé une fenêtre encore plus haute du XIIIe siècle. L'autel lui-même est particulièrement ancien, peut-être antérieur au château.
Le bailey est conçu pour inclure un certain nombre de bâtiments domestiques spacieux. Ceux-ci comprennent un grand hall, un solarium, une cuisine, un beurre et un garde-manger, avec un nombre luxueusement élevé de garde-robes et de cheminées. Les grandes tours offrent des logements supplémentaires. La conception des bâtiments domestiques est habilement imbriquée pour soutenir les dispositions défensives de la cour. La grande salle par exemple, 20 mètres sur 9, est placé dans la position la plus solide surplombant la rivière Wye, lui permettant de bénéficier de plusieurs grandes fenêtres et d'une immense cheminée sans sacrifier la force défensive. L'eau du château provenait à l'origine du puits de la cour, mais elle est ensuite acheminée à partir d'une source située à travers la vallée. Les cuisines du château sont dotées de l'eau courante au début du XVIIe siècle. La conception des bâtiments garantissait que les serviteurs et la noblesse pouvaient vivre séparément les uns des autres dans l'espace confiné du château, ce qui est révolutionnaire à l'époque.
Au-delà des murs principaux de la cour d'honneur se trouve l'écurie, aujourd'hui en ruine mais avec un sol pavé visible. Les écuries et les côtés nord et ouest du château étaient protégés par une autre courtine plus petite, mais celle-ci est aujourd'hui en grande partie ruinée. Les comptes suggèrent que les écuries d'origine pouvaient accueillir environ 60 chevaux, bien qu'au XVIIe siècle, ils aient été agrandis pour en accueillir davantage.

## Histoire

### Histoire médiévale

#### XIeetXIIesiècles

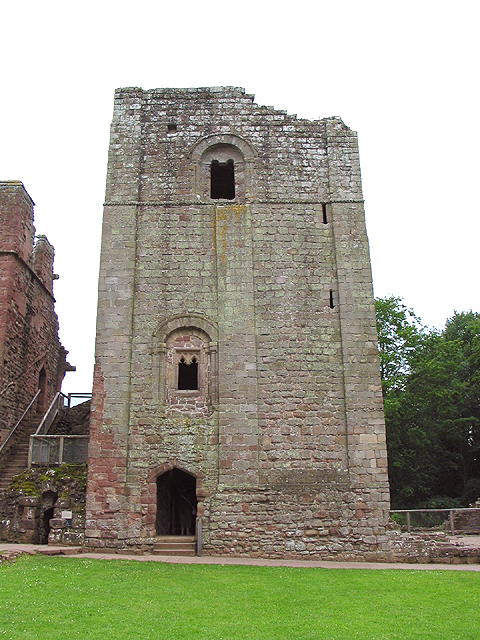
Le Grand Donjon a remplacé la fortification originale en terre et en bois de Godric de Mappestone sur le site au milieu du XIIe siècle.

Le château de Goodrich semble avoir existé en 1101, alors qu'il est connu sous le nom de château de Godric, du nom probablement de Godric de Mappestone, un thane anglo-saxon local et propriétaire foncier mentionné dans le Domesday Book de 1086. Les historiens victoriens, cependant, pensent que le château remonte plus loin aux jours de conquête pré-normands de Knut le Grand et que le site fait peut-être partie d'un petit nombre de fortifications saxonnes le long de la frontière galloise. À l'époque normande, Goodrich fait partie des Marches galloises, des territoires accordés aux nobles normands au Pays de Galles et aux côtés de celui-ci. Bien que Goodrich se trouve du côté anglais, à l'endroit le plus sûr de la frontière, la menace de raids et d'attaques persiste pendant la majeure partie de la période.
Au XIIe siècle, l'attitude de la noblesse anglaise à l'égard des Gallois commence à se durcir ; la politique des dirigeants successifs, mais surtout d'Henri II, commence à devenir plus agressive dans la région. Au milieu du XIIe siècle, la fortification originale en terre et en bois de Godric est démantelée et remplacée par un donjon carré haut mais relativement petit, en pierre, parfois connu sous le nom de « Tour Macbeth ». Le donjon est conçu pour être sécurisé et imposant mais relativement peu coûteux à construire. On ne sait cependant pas précisément qui est responsable de cette reconstruction ni la date des travaux, qui pourraient se situer entre 1120 et 1176.
Au début du XIIe siècle, le château passe de Godric à William Fitz Baderon, considéré comme son gendre, puis à son fils, Baderon de Monmouth, dans les années 1120. L'Angleterre sombre dans l'anarchie au cours des années 1130 alors que les factions rivales d'Étienne et de sa cousine l'impératrice Mathilde se disputent le pouvoir. Baderon de Monmouth épouse Rohese de Clare, un membre de la puissante famille de Clare qui soutient habituellement Étienne, et il existe des archives selon lesquelles Baderon a dû s'emparer du château de Goodrich pendant les combats dans la région, qui était principalement tenue par des partisans de Mathilde. Certains soupçonnent que Baderon aurait pu construire le donjon en pierre dans les premières années du conflit. Cependant, Étienne nomme le beau-frère de Baderon, Gilbert de Clare, comte de Pembroke, et Gilbert de Clare finit par acquérir lui-même le château de Goodrich. Le fils de Gilbert, Richard de Clare, dit « Strongbow », lui succède en 1148, et Richard est un autre possible constructeur du donjon. En 1154, Richard tombe en disgrâce auprès du roi Henri II en raison du soutien des de Clare à Etienne, et le château passe entre les mains royales. Certains prétendent que le roi lui-même aurait ordonné la construction du grand donjon.

#### XIIIeetXIVesiècles

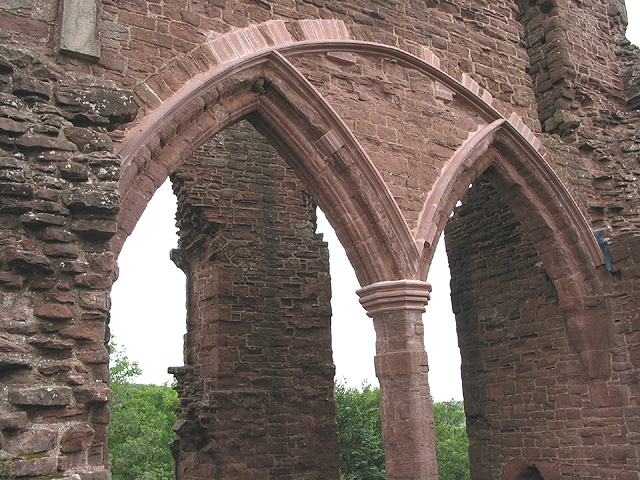
Le solarium privé est intégré aux murs défensifs lors de l'agrandissement sous Guillaume de Valence.

Durant les règnes suivants du roi Richard Ier et de son frère Jean, le château et le manoir sont détenus par la Couronne. Le roi Jean, cependant, perd beaucoup de ses terres en France, ce qui prive les principaux nobles anglais de leurs propres domaines. En conséquence, en 1203, Jean transfère le château de Goodrich et le manoir environnant à Guillaume le Maréchal, pour compenser en partie ses terres perdues sur le continent. Il est un célèbre chevalier anglais avec une réputation de guerrier héroïque, et il agrandit Goodrich en construisant une courtine supplémentaire en pierre autour du donjon existant. Il doit intervenir pour protéger le château de Goodrich des attaques galloises, notamment en 1216 lorsqu'il est obligé de quitter la fête du couronnement d'Henri III à Gloucester pour se dépêcher de retourner à Goodrich pour renforcer le château.
Les fils de Le Maréchal héritent du château après la mort de leur père. Son fils aîné, Guillaume, le donne à son jeune frère, Walter. Cependant, après la mort de Guillaume, le deuxième fils, Richard, reprend le château. Richard mène l'opposition baronniale à Henri III et s'allie aux Gallois, ce qui amène le roi Henri à assiéger le château de Goodrich en 1233 et à en reprendre le contrôle personnel pendant un certain temps. Walter reprend finalement Goodrich une fois de plus, mais meurt peu de temps après en 1245.
Le château revient brièvement à la Couronne, mais passe en 1247 par mariage à Guillaume de Valence, cadet de la maison de Lusignan, demi-frère d'Henri III. De Valence est un noble français du Poitou et un soldat réputé qui passe la majeure partie de sa vie à combattre dans des campagnes militaires ; Henri arrange son mariage avec Jeanne de Montchenu, l'une des héritières du domaine de Le Maréchal. Ce mariage rend Valence immensément riche et lui donne le titre de comte de Pembroke.

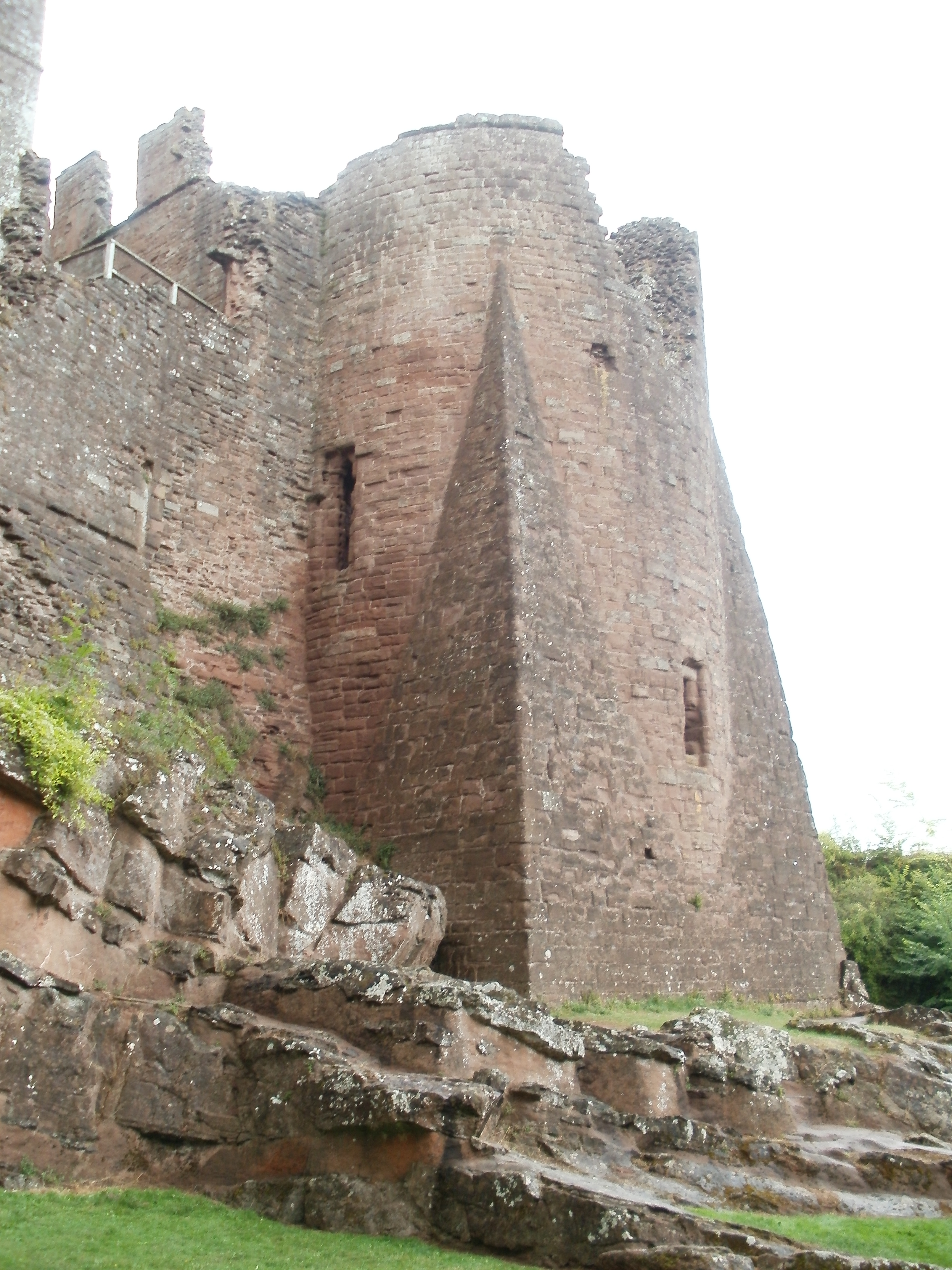
La tour massive sud-est

La situation à la frontière galloise reste cependant instable et, dans les décennies qui suivent 1250, la situation s'aggrave considérablement, alors que le prince gallois Llywelyn ap Gruffudd mène de nombreux raids sur les territoires anglais. La vallée de la Wye et Goodrich sont particulièrement touchées par ces raids.
En conséquence, Guillaume de Valence commence à construire un château beaucoup plus grand autour du donjon d'origine à partir des années 1280, démolissant ainsi les travaux antérieurs de Marshal. Dans le cadre de travaux de construction extrêmement coûteux, Valence utilise des chênes provenant de plusieurs forêts royales. Valence construit en même temps que son neveu Édouard Ier construit ses principaux châteaux dans le nord du Pays de Galles, et le château concentrique qu'il construit à Goodrich est à la fois très similaire dans sa conception et rare en Angleterre même. Le fils de Valence, Aymer de Valence construit une ligne supplémentaire de défenses extérieures avant sa mort en 1324, dont la barbacane extérieure, inspirée de celle de la Tour de Londres, et pour laquelle la barbacane de Valence antérieure à Pembroke aurait pu être un essai expérimental. C'est un premier succès dans la conversion d'une forteresse en une habitation majeure, sans endommager ses dispositions défensives, et influence la conversion ultérieure du château de Berkeley.
Le château passe ensuite à la nièce d'Aymer, Elizabeth Comyn. Au milieu des années 1320, cependant, l'Angleterre est sous l'emprise des seigneurs des marches Hugh le Despenser l'aîné et de son fils Hugh Despenser le jeune, les favoris royaux du roi Édouard II. Dans le cadre d'une « vengeance radicale » contre leurs rivaux, notamment dans les Marches, les Despensers s'emparent illégalement d'un large éventail de propriétés, notamment auprès de cibles vulnérables telles que les veuves, les épouses dont les maris n'étaient pas dans les faveurs du roi ou les femmes célibataires. Lors de son héritage, Hugh le Despenser le Jeune kidnappe rapidement Elizabeth à Londres et la transporte dans le Herefordshire pour être emprisonnée dans son propre château à Goodrich. Menacée de mort, Elizabeth est finalement contrainte de céder le château et d'autres terres aux Despensers en avril 1325. Elizabeth épouse ensuite Richard Talbot, le 2e baron Talbot, qui reprend le château en 1326 peu avant le débarquement de la reine Isabelle de France en Angleterre et dépose les Despenser et son mari Édouard II. Talbot et Elizabeth retrouvent leur titre légal sur le château l'année suivante. Richard reçoit plus tard la permission du fils d'Isabelle, Édouard III, de créer une oubliette sous le donjon pour détenir des prisonniers.

#### XVeetXVIesiècles

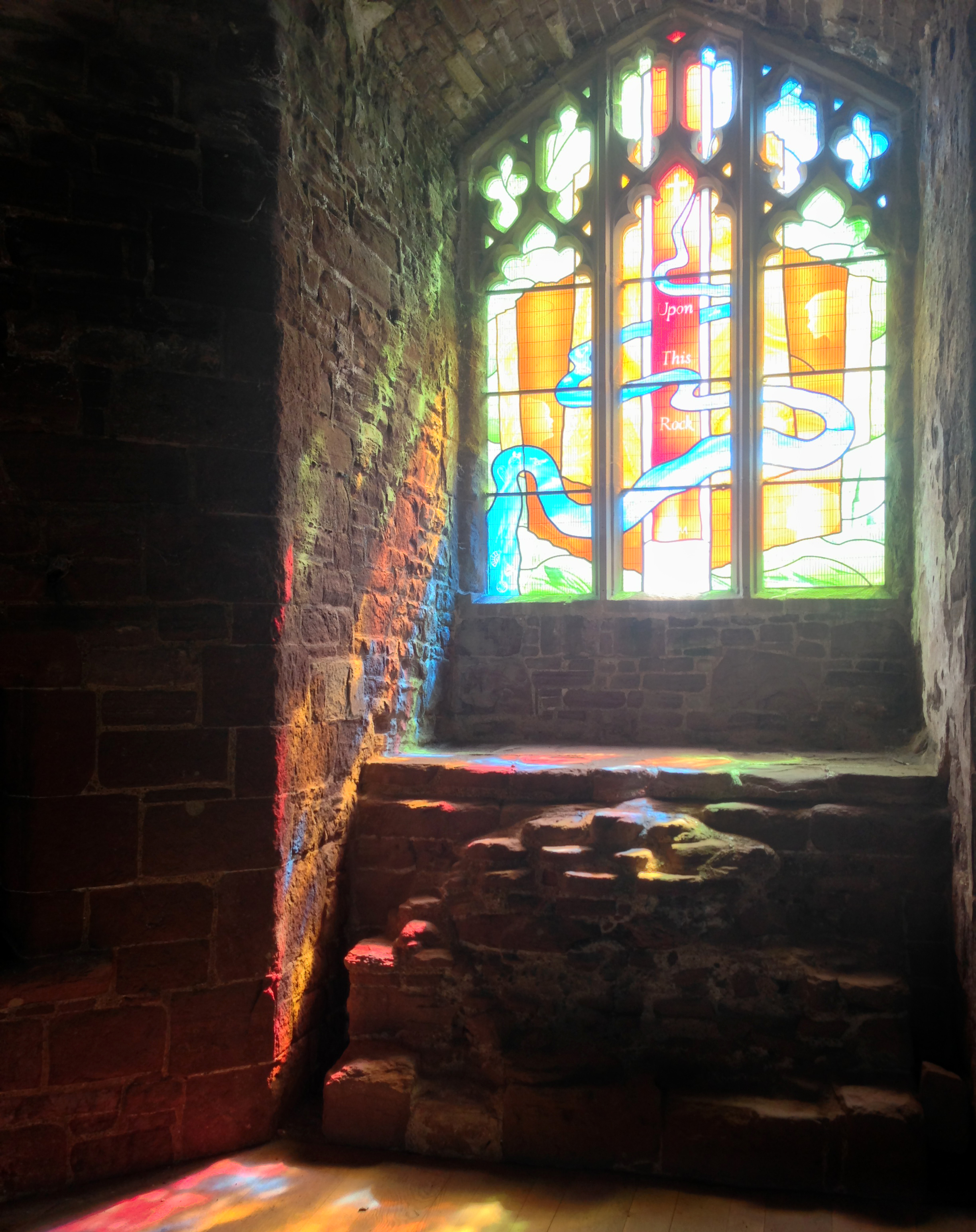
Le vitrail actuel de la chapelle a été conçu en 2000 mais utilisait du verre du XVe siècle.

Goodrich reste la demeure préférée des descendants de Richard Talbot pendant de nombreuses années. Au cours des premières années, la situation sécuritaire au Pays de Galles reste préoccupante. Owain Glyndŵr se rebelle contre la domination anglaise en 1402 et les forces galloises envahissent la région de Goodrich en 1404 et 1405. Gilbert Talbot est chargé de repousser l'avancée galloise et de sécuriser le château. Cependant, au fil du temps, la menace commence à diminuer. Au cours du XVe siècle, les Talbot agrandissent considérablement la taille des quartiers seigneuriaux dans le château et fournissent des logements supplémentaires aux serviteurs.
Les Talbots deviennent comtes de Shrewsbury en 1442, peu avant les guerres des Deux-Roses au cours desquelles ils soutiennent la faction lancastrienne. Les guerres impliquent que les Talbots combattent fréquemment ailleurs en Angleterre et restent souvent dans leur château de Sheffield. John Talbot meurt lors de la défaite lancastrienne à Northampton en 1460, et le château est confisqué et transféré au Yorkiste William Herbert. Le fils de John, également appelé John Talbot, fait plus tard la paix avec le roi et reprend le contrôle de ses terres et du château de Goodrich avant sa mort en 1473.
Au XVIe siècle, le château est devenu moins prisé comme résidence. Goodrich est trop éloigné de Londres pour constituer une base de pouvoir utile et est progressivement abandonné au profit de résidences plus élégantes. Goodrich continue cependant à être utilisé comme centre judiciaire ; l'antiquaire John Leland note qu'une partie du château est utilisée pour détenir des prisonniers pour le tribunal local dans les années 1530, et que le fossé du château est parfois utilisé pour stocker le bétail confisqué aux agriculteurs locaux.
En 1576, Gilbert Talbot et son épouse Mary séjournent au château de Goodrich et envoyent à son père un cadeau de produits locaux, une casquette Monmouth, des bottes Ross et du poiré. Gilbert Talbot meurt en 1616 sans héritier mâle et Goodrich passe entre les mains de Henry Grey, comte de Kent. Les Grey choisissent de ne pas vivre à Goodrich, mais louent le château à une série de locataires.

### Guerre civile anglaise

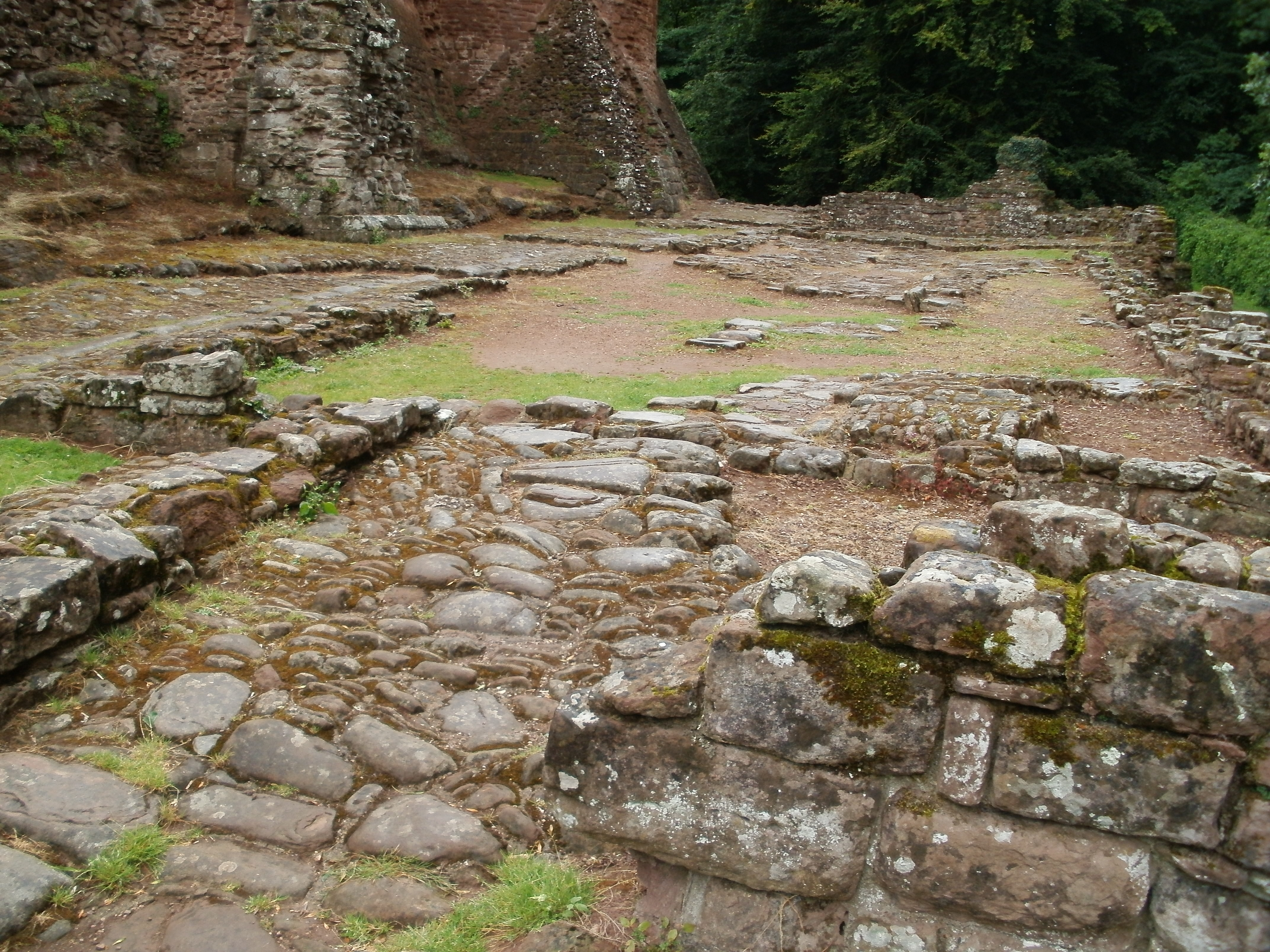
Ce qui reste des écuries, détruites par le colonel John Birch lors d'une attaque nocturne en mai 1646

Le château de Goodrich est le théâtre de l'un des sièges les plus désespérés de la guerre civile anglaise dans les années 1640, qui voit les factions rivales du Parlement et du roi se disputer le pouvoir dans toute l'Angleterre. Dans les années qui précèdent la guerre, Richard Tyler, un avocat local, devient locataire et connétable du château et, au début des années 1630, d'importants travaux de rénovation sont effectués.
Peu de temps après le déclenchement de la guerre, le comte de Stamford, avec le soutien de Tyler, met en garnison le château pour le Parlement jusqu'en décembre 1643, date à laquelle la pression royaliste croissante dans la région l'oblige à se retirer à Gloucester. Le château est alors occupé par une garnison dirigée par le royaliste Henry Lingen. L'occupation n'a pas été pacifique, les troupes royalistes incendient les bâtiments agricoles environnants. Tyler lui-même est emprisonné par Lingen, mais pas avant d'avoir commencé à vendre son bétail et ses autres biens meubles. Certaines références au château de Goodrich au cours de cette période l'appellent le château de Guthridge, une variante du nom Goodrich.
À mesure que la situation royaliste se détériore, le sud-ouest devient l'un des rares bastions royalistes restants. Lingen, avec 200 hommes et 90 chevaux au château de Goodrich, mène des raids contre les forces parlementaires dans la région, ce qui représente un défi permanent. Aucune mesure n'est cependant prise pour renforcer les défenses du château avec des travaux de terrassement plus modernes du XVIIe siècle, et le château reste essentiellement dans son état médiéval.
En 1646, les colonels parlementaires John Birch et Robert Kyrle marchent vers le sud après leur siège réussi de Hereford et assiègent le château, dans le but d'éliminer l'un des rares bastions royalistes restants. Il y avait une certaine animosité personnelle entre Lingen et Birch, et tous deux sont des hommes impulsifs. La première mesure de Birch est d'empêcher de nouvelles attaques de Lingen, et le 9 mars, il incendie les écuries faiblement défendues lors d'une attaque nocturne surprise, chassant les chevaux royalistes et privant temporairement de mobilité les forces royalistes. Birch est cependant incapable de conserver son avantage et, au cours des mois suivants, Lingen réussit à remplacer certains de ses chevaux et reprend ses attaques contre les forces parlementaires.

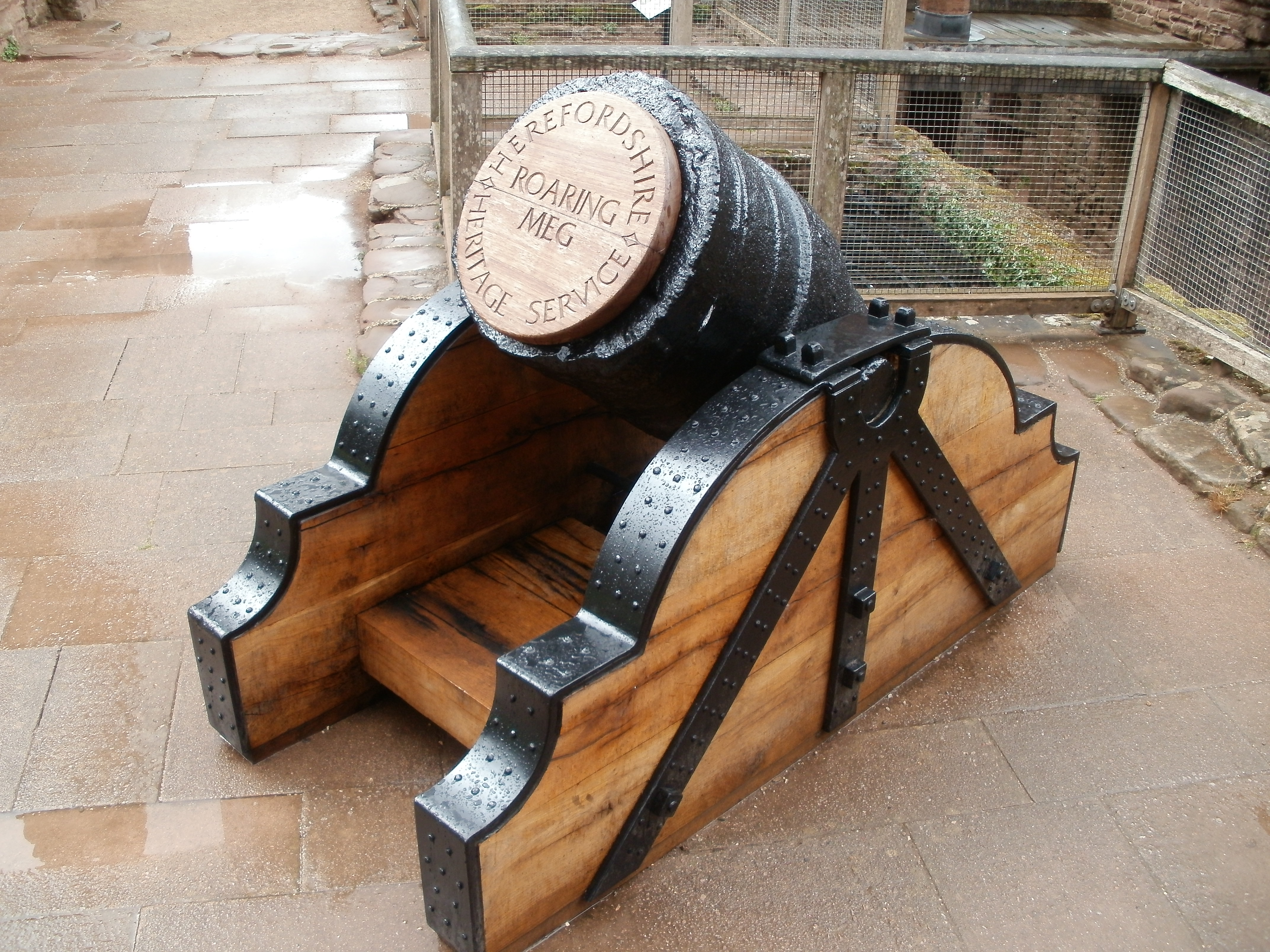
Le mortier " Roaring Meg " utilisé contre le château en mars 1646

En juin, Birch revient et assiège le château lui-même. Il constate qu'il est trop fort pour être pris par une attaque directe et commence à construire des tranchées pour lui permettre d'amener l'artillerie sur la structure. Les attaques parlementaires brisent la canalisation transportant l'eau vers le château et les citernes de la cour sont détruites par l'explosion d'obus, obligeant la garnison à dépendre du puits plus ancien du château. Alors que le château résiste toujours, le colonel Birch construit un énorme mortier appelé « Roaring Meg », capable de tirer un obus rempli de poudre à canon de 85 kilogrammes, dans une forge locale.
Birch concentre ses efforts sur la tour nord-ouest, utilisant son mortier contre la maçonnerie et sapant les fondations avec ses sapeurs. Lingen répond en creusant une contre-mine sous le propre tunnel des forces parlementaires. Cela aurait probablement réussi, mais Birch avance son mortier sous le couvert de l'obscurité et lance une attaque à courte portée sur la tour, qui s'effondre et enterre la contre-mine de Lingen. Il ne reste plus que quatre barils de poudre et trente barils de bière, et avec un assaut direct désormais imminent, les royalistes se rendent. Selon la tradition, la garnison est partie au rythme de "Sir Henry Lingen's Fancy".
Malgré les dégâts, Tyler peut retourner dans son château, désormais protégé par une petite garnison parlementaire. Cependant, après enquête des agents parlementaires Brown et Selden, le château est démantelé l'année suivante, ce qui le rend impossible à défendre. La comtesse de Kent, la nouvelle propriétaire du château, reçoit 1 000 £ de dommages et intérêts, mais choisit de ne pas reconstruire la fortification car elle est alors pratiquement inhabitable.

### XVIIIeetXIXesiècles

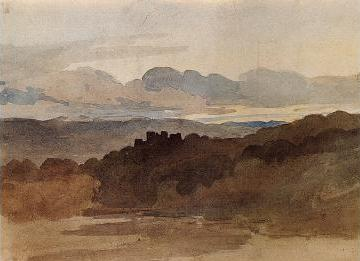
Les ruines pittoresques du château ont inspiré le travail de nombreux artistes, dont David Cox, qui a réalisé cette aquarelle en 1815.

Après la guerre civile, le château de Goodrich reste la propriété des comtes de Kent jusqu'en 1740, date à laquelle il est vendu par Henry Grey à l'amiral Thomas Griffin. Griffin entreprend quelques restaurations du château mais le conserve comme ruine.
Au cours des années 1780, le concept de ruine pittoresque est popularisé par le pasteur anglais William Gilpin. Le château de Goodrich est l'une des ruines qu'il a évoquées dans son livre Observations sur la rivière Wye en 1782, écrivant que le château est un exemple de paysage « correctement pittoresque ». À cette époque, le château est dans un lent état de délabrement. Theodore Fielding, un des premiers historiens de l'époque victorienne, note comment « la situation du château, loin des habitations humaines, et le calme que cette solitude assure à son enceinte, laissent à la contemplation toute la solennité inspirée par la vue de la grandeur s'enfonçant dans la dignité »., dans la décadence". Les aquarellistes de la Régence et de l'époque victorienne, David Cox et William Callow, ont également représenté le château de Goodrich et son paysage en peinture, invoquant à nouveau l'ambiance pittoresque et romantique du décor de l'époque.
Le château est salué par William Wordsworth comme la « ruine la plus noble du Herefordshire ». Wordsworth visite le château de Goodrich pour la première fois en 1793, et une rencontre avec une petite fille en explorant les ruines l'amène à écrire le poème Nous sommes sept en 1798. D'autres poètes de cette période se sont également inspirés du château, dont Henry Neele en 1827.

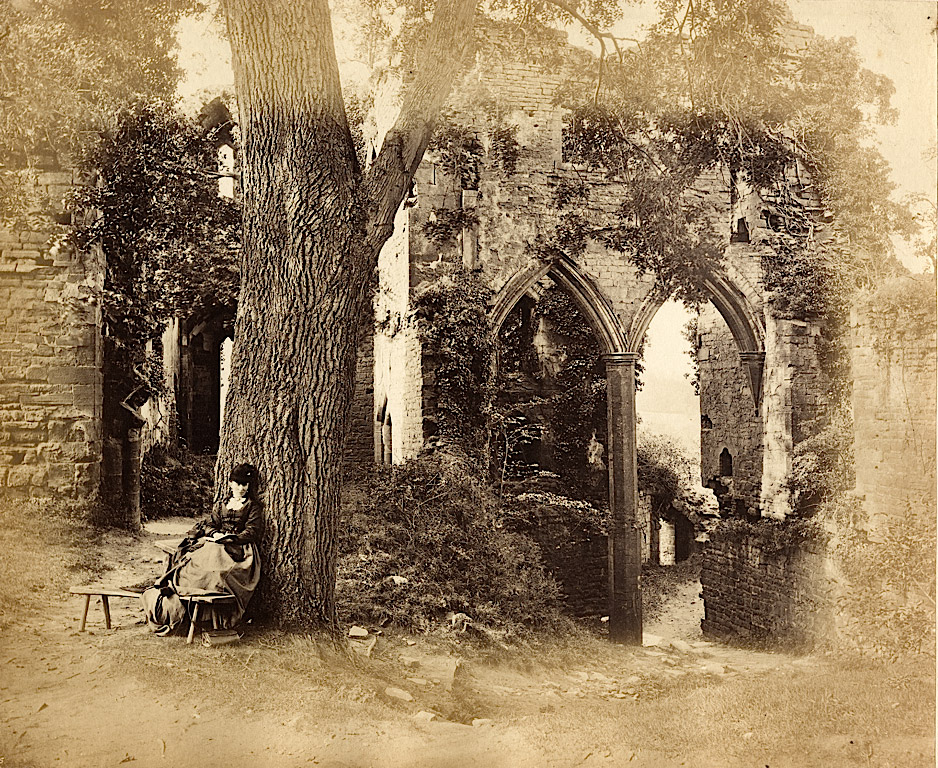
Capitaine George Bankart, « Inside the Ruins », Goodrich Castle, Angleterre, 1871, impression à l'albumine, Department of Image Collections, National Gallery of Art Library, Washington, DC

Le château de Goodrich passe ensuite entre plusieurs mains, jusqu'à ce qu'en 1915 le Bureau des Travaux entame des discussions avec sa propriétaire d'alors, Mme Edmund Bosanquet ; les effondrements à grande échelle de parties de la tour nord-ouest et de la courtine en 1919 contribuent à la décision de Bosanquet de céder le château au commissaire aux travaux en 1920.

## Aujourd'hui
Aujourd'hui, le château de Goodrich est considéré par les historiens comme « le plus splendide du comté et l'un des meilleurs exemples de l'architecture militaire anglaise ». Le château est classé bâtiment classé Grade I et monument classé.
Des vestiges importants existent toujours et sont ouverts au public, gérés par English Heritage. Le château victorien adjacent de Goodrich Court est démoli en 1949, restaurant ainsi le paysage d'origine. Les descendants actuels de la famille sont appelés les « Van Zuidens » Le mortier Roaring Meg, conservé par le Herefordshire Council, est exposé sur le site, ainsi qu'un certain nombre de boulets de canon de guerre civile trouvés à Goodrich lors de fouilles dans les années 1920.